# Дистерло, Балдвинс
Балдвинс Дистерло (латыш. Baldvins Disterlo; 25 апреля  1869, Рига, Лифляндская губерния, Российская империя — 12 мая 1937, Рига, Латвия) — латышский юрист, государственный и общественный деятель, сенатор. Министр юстиции Латвии (1 декабря 1928-23 января 1929).

## Биография
Прибалтийский немец.
Окончил Рижский Императорский лицей (1883).Изучал право на юридическом факультете Императорского Санкт-Петербургского университета.
Работал редактором Департамента кодификации Российской империи и помощником статс-секретаря Государственного совета. С 1920 года — консультант Министерства юстиции Латвийской Республики, в конце того же года организовал и возглавил Департамент кодификации. Под его руководством были опубликованы первые латвийские юридические издания. В 1922 году стал членом Сената Латвии. В 1926 году вернулся к прежней работе по кодификации.
С 1 декабря 1928 по 23 января 1929 год возглавлял Министерство юстиции Латвии.
Умер от сердечной недостаточности. 